# Aoba Fujino
Pour les articles homonymes, voir Fujino.
Aoba Fujino (藤野 あおば, Fujino Aoba), née le 27 janvier 2004 à Machida, est une footballeuse japonaise évoluant au poste d'attaquante. Elle joue pour Nippon TV Tokyo Verdy Beleza et l'équipe nationale japonaise.

## Biographie

### Carrière en club
Aoba Fujino fait des débuts en club dans le Championnat du Japon féminin de football le 16 octobre 2021 avec l'équipe de Nippon TV Tokyo Verdy Beleza contre le club de Chifure AS Elfen Saitama (en)

### Carrière internationale
Le 6 octobre 2022, Fujino est sélectionnée pour la première fois en équipe nationale du Japon lors d'un match amical contre le Nigeria. Elle participe à la SheBelieves Cup 2023.
En 2023, elle fait partie des 23 joueuses japonaises retenues par Futoshi Ikeda afin de participer à la Coupe du monde organisée en Australie et en Nouvelle-Zélande. Le 26 juillet 2023, elle marque un but face au Costa Rica.